# Jim Robinson (personaje)
James "Jim" Robinson es un personaje ficticio de la serie de televisión australiana Neighbours, interpretado por el actor Alan Dale del 18 de marzo de 1985 hasta el 29 de abril de 1993.

## Antecedentes
Jim es hijo de James y Bess Robinson, su padre fue asesinado durante la Segunda Guerra Mundial y pronto Bess comenzó a viajar por todo el mundo y a dejar a Jim con varios familiares lo que ocasionó que Jim comenzará a resentir a su madre.
Poco después mientras Jim estudia ingeniería en la universidad conoce a Anne Daniels, la pareja finalmente la parejas e casa en 1963 y deciden mudarse a la calle Ramsay, la pareja tuvo a Paul Robinson, sin embargo poco después Anne fue violada por el jefe de Jim, Roger Bannon cuando esta lo rechazó, Anne quedó embarazada y poco después dio a luz a Julie Robinson, a quien Jim crio como suya. 
La pareja tuvo otro hijo Scott Robinson, sin embargo mientras Jim se fue a la guerra de Vietnam se acostó con Maureen Donnelly con quien tuvo un hijo Glenn Donnelly en 1970. Más tarde en 1975 Anne murió luego de tener complicaciones mientras daba a luz a su hija cuarta hija, Lucy Robinson.

## Biografía
En 1985 Jim salió durante un breve tiempo con Anna Rossi y poco después comenzó una relación con Zoe Davis, sin embargo cuando Zoe sufrió un aborto decidió irse de Erinsborough, Jim comenzó a salir con Ruth Wilson pero la relación terminó cuando ella se mudó a Londres. 
En 1988 su prima Hilary le presentó a Beverly Marshall con quien se casó poco después, pero el matrimonio terminó en 1991 luego de que este comenzara a deteriorase luego de que Beverly sufriera dos abortos y un intento de adopción fallido.
En 1993 Jim comienza a salir con Fiona Hartman quien sólo se acerca a Jim luego de que se entera de que es rico, sin embargo a pesar de las advertencias de su familia y amigos quienes le decían que Fiona solo estaba interesada en su dinero Jim decide ignorarlos y comienza una relación con Fiona. 
El estrés de todos los constantes enfrentamientos ocasiona que Jim sufra un ataque cardíaco. Fiona, en vez de llamar a una ambulancia, transfiere todo el dinero de Jim a su cuenta y se va, dejándolo ahí para que muera. Poco después la ex-cuñada de Jim, Rosemary Daniels descubre su cuerpo.